# Chaumont (Florennes)
Chaumont est un village de l'Entre-Sambre-et-Meuse, dans la province de Namur en Belgique. 
Se trouvant à deux kilomètres au sud de Florennes, en bordure de la grande forêt domaniale, il fait administrativement partie de la commune de Florennes (Région wallonne de Belgique). Il est le point de départ de nombreuses randonnées pédestres.

## Particularités
- Quelques ruisseaux sortant de la forêt traversent Chaumont et forment le ‘rau d’Yves’ (Ru d’Yves) à leur arrivée à Saint-Aubin.
- Le village avait une gare sur la ligne de chemin de fer Châtelet-Florennes-Givet. De la ligne désaffectée ne restent que deux ponts.
- Le village est résidence de nombreux employés de la base aérienne de Florennes immédiatement voisine du village.

## Éléments d'histoire

### Création de la paroisse
Pendant des siècles, le village n'a pas disposé d'une église car il était trop petit pour justifier la création d'un édifice religieux. Sous l'Ancien Régime, les habitants de Chaumont allaient à la messe au village de Saint-Aubin tout proche. Après la révolution française, la localité fut rattachée à la paroisse de Florennes. Cependant, en 1844, le châtelain du village, Hugues de Paul de Maibe, décida de construire près de son château une chapelle suffisamment grande pour accueillir les habitants du village. Ceux-ci prirent l'habitude d'y suivre les offices. Suite au décès du chatelain, les villageois rédigèrent en 1866 une pétition afin d'obtenir la création d'une paroisse dans leur localité. Ils obtinrent gain de cause en 1874 suite à un arrêté royal, confirmé l'année suivante par un décret épiscopal .

### Le souvenir du pilote de Rohan Chabot
Le 14 mai 1940, alors que les Allemands ont franchi la Meuse, le général Corap, chef de la IXe armée française, réclame une mission aérienne de destruction dans le secteur Dinant-Philippeville. Une patrouille triple décolle de Laon-Chambry, base du Groupe de Chasse II/2 (GC II/2) . A la tête de l’une d’elles, le lieutenant Henry de Rohan Chabot (3e escadrille SPA 65 "Chimère d'argent"), 27 ans, à bord d’un Morane Saulnier (MS 406 - n°415 - codé "6"), qui attaque une formation de Dornier. Alors qu'il effectuait une passe, le mitrailleur du Dornier a réussi à placer une rafale sur son appareil. Le Morane s'écrase dans un bois, emmenant son pilote dans la mort, non loin de la limite du futur champ d’aviation de Florennes créé en 1942.
Une stèle commémorative se dresse dans la forêt domaniale à proximité de la RN 97 à l’endroit de la chute de l’avion tandis que le corps de l’aviateur est enterré au cimetière de Chaumont où sa tombe est ornée de deux hélices de son avion.